# 小聖文森特島
小聖文森特島（Petit Saint Vincent）是聖文森特和格林納丁斯的島嶼，位於聖文森特島以南64公里，屬於格林納丁斯群島的一部分，長1.2公里、寬0.573公里，面積0.5平方公里，最高點海拔高度84米。

## 外部連結
- Petit St. Vincent （页面存档备份，存于）